# Balairung

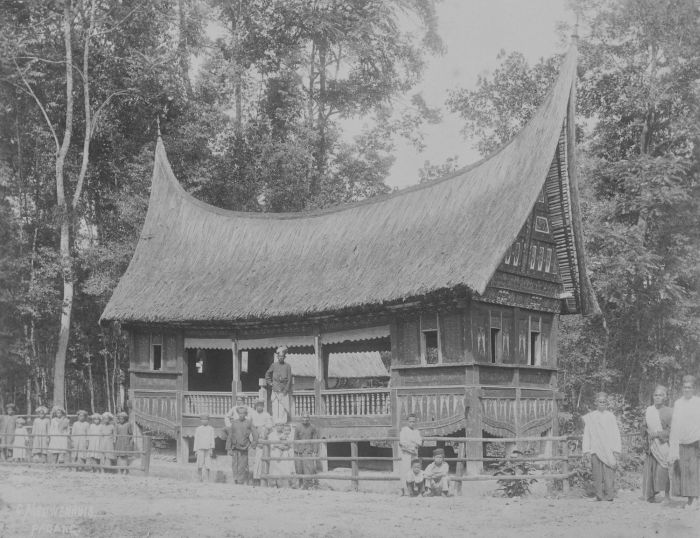
Een balairung in Matur

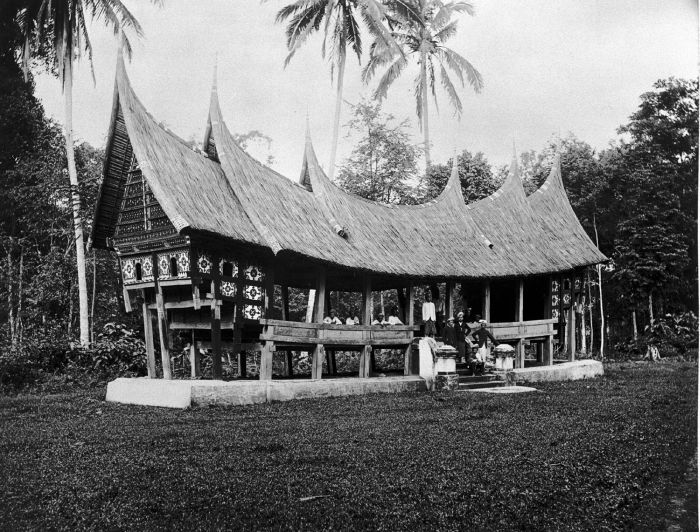
Een balairung zonder muren in Batipuh

Een balairung is een dorpshuis van de Minangkabau in de Indonesische. provincie West-Sumatra. Het heeft een vergelijkbare architecturale vorm als de Rumah Gadang, de huiselijke architectuur van het Minangkabauvolk. Terwijl een Rumah Gadang een echt gebouw is, is een balairung een paviljoenachtige structuur die bij de Minangkabau alleen gebruikt wordt voor consensusbesluitvorming onder leiding van het hoofd (penghulu) van de adat (ninik mamak).

## Etymologie
Balairung is afgeleid van de woorden balai ("paviljoen") en rung ("gebouw"), verwijzend naar de traditionele paviljoenachtige houten architectuur van het gebouw.
De term balairung is opgenomen in het algemeen Indonesisch. Het Kamus Besar Bahasa Indonesia-woordenboek definieert de balairung als een balai ("paviljoen") of een grote pendoppo waar de koning zijn volk ontmoet (bangsal kencana is het Yogyakarta-Surakarta-equivalent). 
In de moderne tijd wordt elk soort hal balairung genoemd, bijvoorbeeld het balairunggebouw van de Universitas Indonesia, dat de belangrijkste hal van de universiteit en het grootste gebouw op de campus is.

### Citaten
1. ↑  Mas'oed Abidin 2005, p. 85.
2. ↑  Balairung from Kamus Besar Bahasa Indonesia

### Aangehaalde werken
- Mas'oed, Abidin (2005). "Balairung". Ensiklopedi Minangkabau.  New York: Pusat Pengkajian Islam dan Minangkabau. ISBN 9789793797236 .
- (id) Syamsidar (1991). Arsitektur tradisional daerah Sumatera Barat. Departemen Pendidikan dan Kebudayaan, Direktorat Jenderal Kebudayaan, Direktorat Sejarah dan Nilai Tradisional, Proyek Inventarisasi dan Pembinaan Nilai-Nilai Budaya, Jakarta.